# Thymoites unimaculatus
Thymoites unimaculatus es una especie de araña araneomorfa del género Thymoites, familia Theridiidae. Fue descrita científicamente por Emerton en 1882 .
Habita en los Estados Unidos y Canadá. Las hembras miden 2,5 mm y los machos 2 mm.